# العلاقات الجنوب إفريقية الناميبية
العلاقات الجنوب أفريقية الناميبية هي العلاقات الثنائية التي تجمع بين جنوب أفريقيا وناميبيا.

## مقارنة بين البلدين
هذه مقارنة عامة ومرجعية للدولتين:
| وجه المقارنة                                              | جنوب أفريقيا | ناميبيا      |
| --------------------------------------------------------- | --- | ------------ |
| المساحة (كم2)                                             | 1.22 مليون | 825.62 ألف   |
| عدد السكان (نسمة)                                         | 57.73 مليون | 2.53 مليون   |
| الكثافة السكانية (ن./كم²)                                 | 47.32 | 3.06         |
| العاصمة                                                   | بريتوريا، بلومفونتين، كيب تاون | ويندهوك      |
| اللغة الرسمية                                             | لغة إنجليزية، اللغة الأفريقانية، اللغة النديبلي الجنوبية، اللغة السوثو الشمالية، اللغة السوتية، لغة سوازي، اللغة التسونجا، اللغة التسوانية، اللغة الفيندية، اللغة الكوسية، اللغة الزولوية | لغة إنجليزية |
| العملة                                                    | راند جنوب أفريقي | دولار ناميبي |
| الناتج المحلي الإجمالي (بليون دولار)                      | 349.42 مليار | 13.24 مليار  |
| الناتج المحلي الإجمالي (تعادل القوة الشرائية) بليون دولار | 725.91 مليار | 25.60 مليار  |
| الناتج المحلي الإجمالي الاسمي للفرد دولار أمريكي          | 5.72 ألف | 4.67 ألف     |
| الناتج المحلي الإجمالي للفرد دولار أمريكي                 | 13.05 ألف | 9.96 ألف     |
| مؤشر التنمية البشرية                                      | 0.666 | 0.628        |
| رمز المكالمات الدولي                                      | +27 | +264         |
| رمز الإنترنت                                              | .za | .na          |
| المنطقة الزمنية                                           | ت ع م+02:00، أفريقيا/جوهانسبرغ ‏ | ت ع م+02:00  |

## مدن متوأمة
في ما يلي قائمة باتفاقيات التوأمة بين مدن جنوب أفريقية وناميبية:
- ترتبط Drakenstein Local Municipality [الإنجليزية]‏ مع ولفس بي باتفاقية توأمة منذ 10 نوفمبر 2010.[16]

## منظمات دولية مشتركة
يشترك البلدان في عضوية مجموعة من المنظمات الدولية، منها:
| علم المنظمة | اسم المنظمة                                                | تاريخ انضمام جنوب أفريقيا | تاريخ انضمام ناميبيا |
| ----------- | ---------------------------------------------------------- | ------------------------- | -------------------- |
|             | وكالة ضمان الاستثمار متعدد الأطراف                         | 10 مارس 1994              | 25 سبتمبر 1990       |
|             | الأمم المتحدة                                              | 7 نوفمبر 1945             | 23 أبريل 1990        |
|             | العملية المشتركة للاتحاد الأفريقي والأمم المتحدة في دارفور | ?                         | ?                    |
|             | دول الكومنولث                                              | 11 ديسمبر 1931            | ?                    |
|             | منظمة حظر الأسلحة الكيميائية                               | ?                         | ?                    |
|             | منظمة التجارة العالمية                                     | 1995                      | ?                    |
|             | منظمة الشرطة الجنائية الدولية                              | ?                         | ?                    |
|             | الاتحاد الأفريقي                                           | 6 يونيو 1994              | ?                    |
|             | البنك الإفريقي للتنمية                                     | ?                         | ?                    |
|             | يونسكو                                                     | 4 نوفمبر 1946             | 2 نوفمبر 1978        |
|             | مجموعة دول أفريقيا والكاريبي والمحيط الهادئ                | ?                         | ?                    |
|             | مجموعة التنمية لأفريقيا الجنوبية                           | ?                         | ?                    |
|             | الاتحاد البريدي العالمي                                    | ?                         | ?                    |
|             | البنك الدولي للإنشاء والتعمير                              | 27 ديسمبر 1945            | 25 سبتمبر 1990       |
|             | الاتحاد الدولي للاتصالات                                   | 1910                      | 25 يناير 1984        |
|             | مؤسسة التمويل الدولية                                      | 3 أبريل 1957              | 25 سبتمبر 1990       |

## أعلام
هذه قائمة لبعض الشخصيات التي تربطها علاقات بالبلدين:
- بيرني برغر (لاعب كركيت جنوب أفريقي، 5 مايو 1981 – )
- بيهاتي برينسلو (عارضة ناميبية، 16 مايو 1988[22] – )
- بييت فان دير والت (14 يناير 1966 – )
- غوين ليستر (صحفية ناميبية، 5 ديسمبر 1953 – )
- مايكل بينار (لاعب كرة قدم ناميبي، 10 يناير 1978[23] – )
- هاينس سميث (صحفي ناميبي، 17 مارس 1933 – 5 أغسطس 2008)

## وصلات خارجية
- موقع وزارة الخارجية الجنوب أفريقية